# Chalbury
Chalbury – wieś w Anglii, w hrabstwie Dorset. Leży 37 km na północny wschód od miasta Dorchester i 148 km na południowy zachód od Londynu.